# Елие Карафоли
Елие Карафоли (на румънски: Elie Carafoli) е виден румънски инженер, пионер в областта на аеродинамиката.

## Биография
Карафоли е роден на 15 септември 1901 година в арумънско семейство в македонския град Бер, тогава в Османската империя. В 1915 година напуска попадналия в Гърция Бер и се установява в Битоля, а оттам заминава за Букурещ, Румъния, където учи в гимназията „Георге Лазар“. В 1919 година постъпва в Букурещкия политехнически университет, в който завършва електроинженерство в 1924 година. Продължава обучението си в Парижкия университет, като едновременно с това работи в Аеротехническия институт в Сен-Сир-л'Екол. В 1928 година защитава докторат с теза „Принос към теорията за аеродинамичното повдигане“.
В същата 1928 година се връща в Букурещ, където започва да преподава в Политехниката. В Букурещ Карафоли построява първия въздушен тунел в Югоизточна Европа и разработва част от теориите, върху които се основават изчисленията на профилите на крилата на свръхзвуковите самолети.
От 1930 до 1937 година Карафоли работи в Индустрия Аеронаутика Романа в Брашов. Заедно с Лусиен Вирму от Блерио Еронатик разработва IAR CV-11, едноместен, нискокрилен моноплан изтребител. В 1931 година, в опит да се подобри рекордът за скорост на полета, е тестван прототипът, пилотиран от капитан Ромео Попоеску, но самолетът се разбива и пилотът загива. Карафоли също така е автор на самолетите IAR 14 и IAR 15 и по-късно в 1937 година е инициатор за разработката на легендарния изтребител IAR 80 по настояване на премиера на Румъния Арманд Калинеску.
В 1948 година става член на Румънската академия. В следващата 1949 година става директор на Института по приложна механика на Академията.
Карафоли е президент на Международната федерация по астронавтика от 1968 до 1970 година. В 1971 година заедно с Анри Коанда реорганизира катедрата по аеронавтично инженерство в букурещката Политехника, отделяйки я от катедрата по механоинженерство.
Карафоли е носител на наградата „Луи Бреге“ (Париж, 1927) и на медалите „Гаус“ и „Аполо 11“ (1971).
Умира в 1983 година в Букурещ.

## Публикации
- Carafoli, Elie. Recherches expérimentales sur les ailes monoplanes (exécutées à l'Institut aérotechnique de Saint-Cyr).   Paris, E. Blondel La Rougery, 1932. OCLC 6705912.
- Carafoli, Elie. High-speed aerodynamics, compressible flow.   New York, Pergamon Press, 1956. OCLC 1455552.
- Nastase, Adriana; Carafoli, Elie; Mateescu, Dan. Wing theory in supersonic flow.   New York, Pergamon Press, 1969. ISBN 0-08-012330-9.